# Polonia Bytom (Eishockey)
Polonia Bytom (polnisch Towarzystwo Miłośników Hokeja Polonia Bytom, deutsch Gesellschaft der Freunde des Eishockeys) ist eine polnische Eishockeymannschaft aus Bytom, welche 1946 gegründet wurde. Die dem gleichnamigen Sportverein angehörende Eishockeyabteilung spielte ab 2013 wieder in der Ekstraliga, der höchsten polnischen Spielklasse, stieg aber 2019 in die zweitklassige I liga ab.

## Geschichte
Die Eishockeyabteilung von Polonia Bytom wurde 1946 gegründet. Die Mannschaft gehörte vor allem Mitte der 1980er und Anfang der 1990er Jahre zu den stärksten Ekstraliga-Teams, als Polonia innerhalb von acht Jahren sechs Mal den polnischen Meistertitel gewann. Auch auf europäischer Ebene konnte Polonia Bytom überzeugen und erreichte in der Saison 1984/85 das Finalturnier im Eishockey-Europapokal, unterlag in diesem jedoch in allen vier Spielen. In der Folgezeit konnte Polonia Bytom nicht mehr an diese Erfolge anknüpfen und stieg in der Saison 2008/09 in die zweitklassige I liga ab. 2013 gelang der Wiederaufstieg in die höchste polnische Spielklasse, aus der man 2019 wieder abstieg.
Neben dem Namen des Sportvereines trägt die Eishockeymannschaft den des Sponsors Bisset, einer Schweizer Uhrenmarke im Titel.

## Erfolge
- Polnischer Meister (6×): 1984, 1986, 1988, 1989, 1990 und 1991

## Bekannte Spieler
- Jerzy Christ
- Gabriel Da Costa
- Mariusz Dulęba
- Czesław Panek
- Jan Piecko
- Krystian Sikorski
- Marek Stebnicki